# Galionová paluba

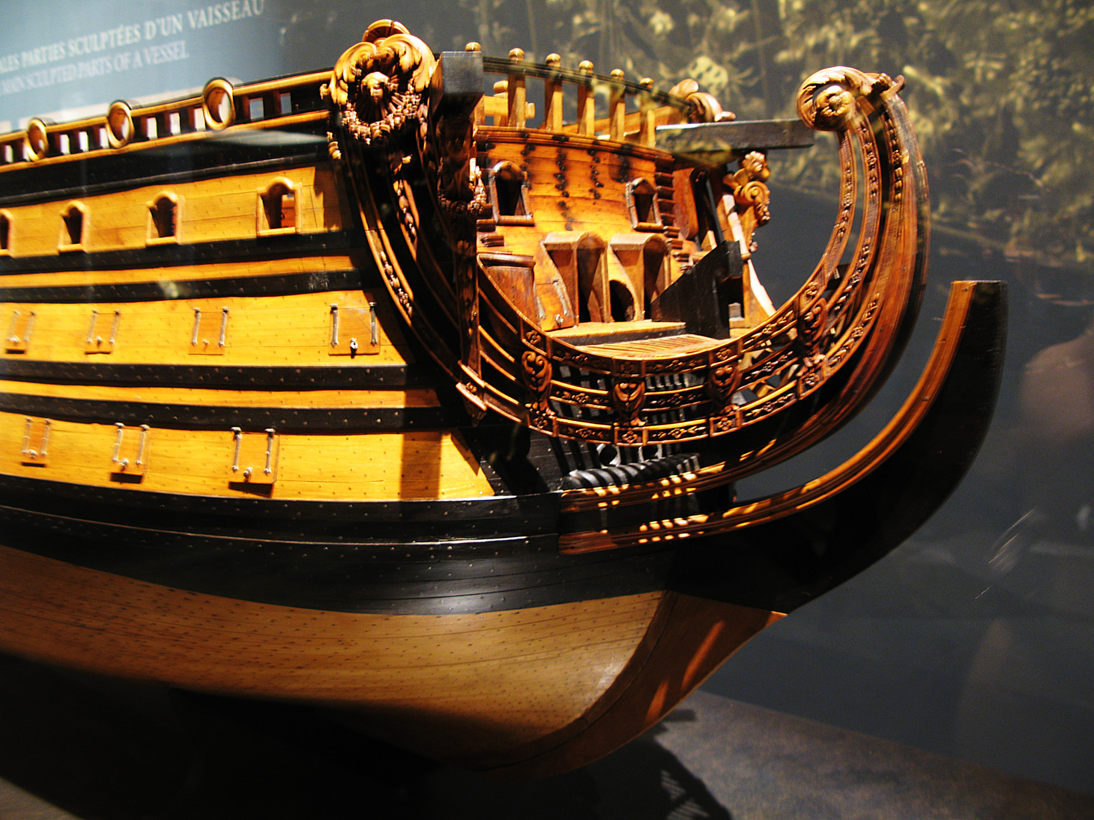
Galionová paluba Soleil-Royal.

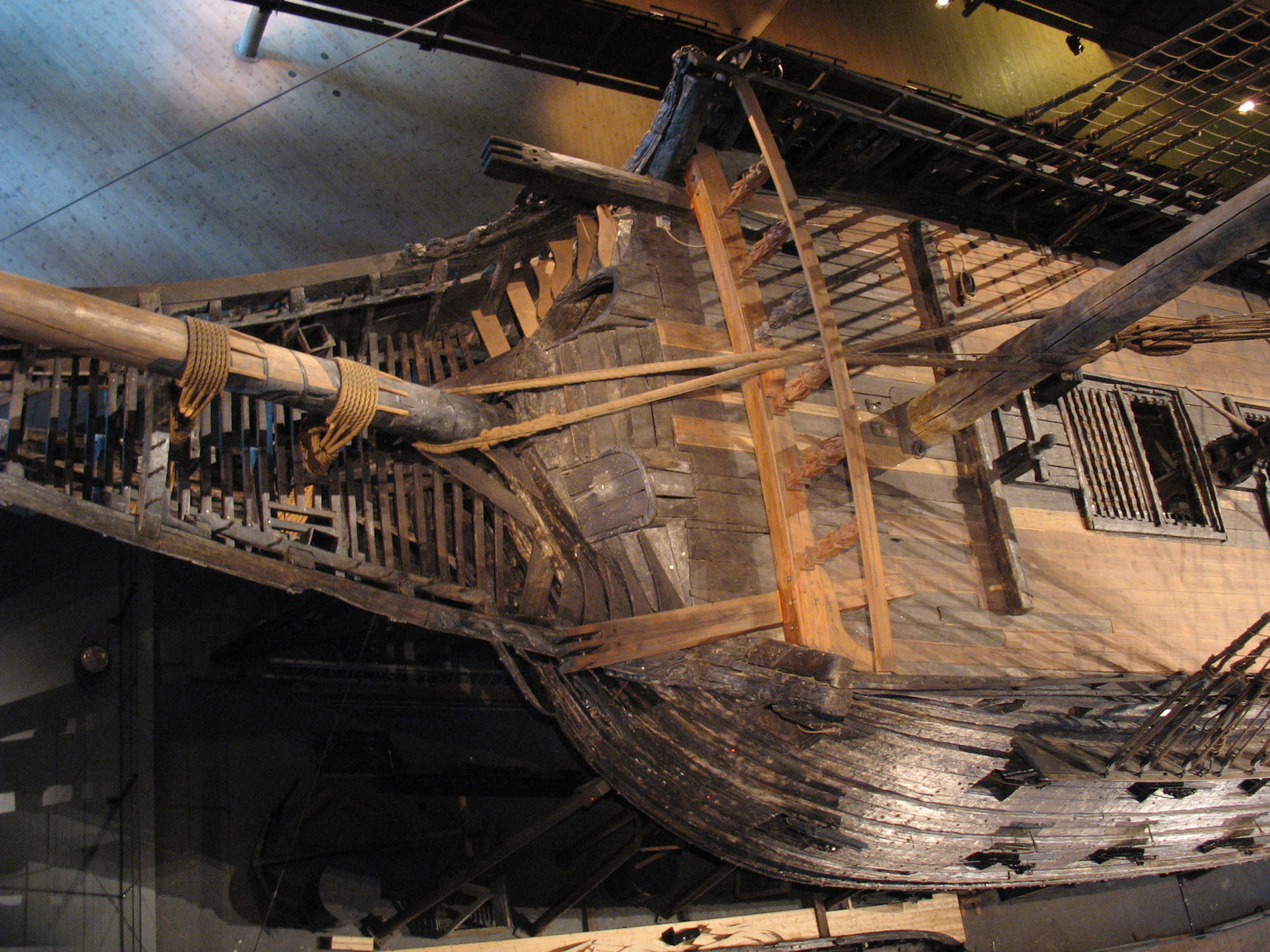
Pohled seshora na příď švédské válečné lodi Vasa ze 17. století. Malé čtvercové otvory na obou stranách čelenu jsou lodní toalety.

Galionová paluba byla malá paluba na přídi plachetních lodí. Vyskytovala se na plachetnicích mezi 16. a 18. stoletím, počínaje galeonami, umístěna mezi přední nástavbou a galionem (zobcem vzniklým vývojem klounu), a sloužila zejména jako pracovní plošina pro námořníky obsluhující plachty upevněné na čelenu, původně blindy a později kosatky.
Jednalo se o jednu z nejzdobnějších částí lodi, zejména na plavidlech 17. století bohatě dekorovaných v barokním stylu. Její boky byly často zdobeny řezbami a pod špicí samotného galionu byla umístěna galionová figura, většinou v podobě zvířat, nebo založená na heraldických či mytologických motivech.
Nacházely se zde také toalety posádky, z níž mohl odpad padat přímo do moře, aniž by byl trup lodi zbytečně znečišťován.